# Poeciliopsis elongata
Poeciliopsis elongata és un peix de la família dels pecílids i de l'ordre dels ciprinodontiformes.

## Morfologia
Els mascles poden assolir els 13 cm de longitud total.

## Distribució geogràfica
Es troba a Costa Rica i Panamà.